# پادشاه و من (مجموعه تلویزیونی)
پادشاه و من (کره‌ای: 왕과 나; لاتین‌نویسی اصلاح‌شده: Wanggwa Na) یک مجموعهٔ تلویزیونی کره جنوبی در ژانر تاریخی است که از ۲۷ اوت ۲۰۰۷ تا ۱ آوریل ۲۰۰۸، روزهای دوشنبه و سه‌شنبه ساعت ۲۱:۵۵ (کی‌اس‌تی) از اس‌بی‌اس برای ۶۳ قسمت پخش شد. اوه مان سوک، کو هه سون و گو جو وون در آن به ایفای نقش پرداختند.

## خلاصه داستان
"پادشاه و من" داستان زندگی کیم چو-سان، بهترین خواجه‌ی خدمتکار در سلسله چوسان را روایت میکند.

چو-سان مخفیانه دوست دوران کودکی خود، سو-هوا، را دوست دارد ولی بخاطر اختلاف طبقات اجتماعی نمیتواند عشق خود را ابراز کند. سرانجام با نامزدی سو-هوا و پادشاه سونگ‌جونگ، او نیز خود را عقیم میکند و به‌عنوان یک خواجه برای محافظت و حمایت از سو-هوا وارد قصر می‌شود.

سو-هوا که در آغاز صیغه دوم پادشاه بود بعدها با نام سلطنتی ملکه جه‌هون، به‌عنوان ملکه دربار منصوب می‌شود. اما در این میان قربانی کشمکش های شدید احزاب سیاسی دربار می‌شود و از عنوانش برکنار و با خفت از قصر رانده می‌شود. با وجود تلاش های چو-سان برای کمک به سو-هوا، او به اعدام محکوم می‌شود. چو-سان بنا به دستور، کاسه زهر را به سو-هوا تحویل می‌دهد و سرانجام زنی که تمام عمر عاشقش بود در برابر چشمانش می‌میرد.
 پس از مرگ سو-هوا، چو-سان از پسرش، شاهزاده یون‌سان محافظت.

## بازیگران

### شخصیت‌های اصلی
- اوه مان سوک درنقش کیم چو-سان 
  - جو مین سو درنقش جوانی چو-سان
- کو هه سون درنقش یون سو-هوا (بعداً ملکه یون خلع‌شده)
  - پارک بو یونگ درنقش جوانی سو-هوا
- گو جو وون درنقش پادشاه سونگ‌جونگ
  - یو سونگ هو درنقش جوانی شاهزاده جال‌سان (بعدها پادشاه سونگ‌جونگ)
- جان کوانگ ریول درنقش جو چی-گیوم (رئیس خواجه‌ها)
- یانگ می گیونگ درنقش ملکه‌مادر بزرگ جاسونگ (بعداً شناخته‌شده به عنوان ملکه جونگ‌هی) مادربزرگ پادشاه سونگ‌جونگ
- جون این هوا درنقش ملکه‌مادر این‌سو، مادر پادشاه سونگ‌جونگ
- آن جه مو درنقش جونگ هان-سو، یک خواجه 
  - بک سونگ دو درنقش جوانی هان-سو
- جون هه بین درنقش سول-یونگ، خواهرخوانده چی-گیوم
- لی جین درنقش ملکه یون (بعداً شناخته‌شده به عنوان ملکه جونگ‌هیون)

### شخصیت‌های فرعی
- شین گو درنقش نو نا-شی، پدرخوانده چی-گیوم و خواجه سابق دربار
- کیم سو می درنقش سو-گوی، پیرزن مسئول نظم و انضباط در عمارت آموزش خواجه‌ها
- یون یو سون درنقش وول-هوا، مادرخوانده چو-سان
- کانگ نام گیل درنقش چوی چام-بونگ، مربی خواجه‌ها
- جونگ ته وو درنقش یی یونگ، شاهزاده یون‌سان (پسر پادشاه سونگ‌جونگ و سو-هوا، بعدها پادشاه یون‌سانگون)
  - جونگ یون سوک درنقش نوجوانی یی یونگ
- کیم سا رنگ درنقش ایودونگ (با نام تولد پارک گو-ما)

### دیگر بازیگران
- یانگ جونگ آ درنقش بانو اوه، مادر چو-سان
- لی ایل جه درنقش کیم جا-میونگ، پدر چو-سان
- سون‌وو جه دوک درنقش یون کی-کیون، پدر سو-هوا
- چوی جونگ وون درنقش بانو شین، مادر سو-هوا
- هان دا مین درنقش ملکه گونگ‌هی
  - کیم هی جونگ درنقش جوانی بانو هان (ملکه گونگ‌هی)
- هان سو جونگ درنقش بانوی دربار اوم
- یون هی کیونگ درنقش همسر سلطنتی ایوم گوی-این
- آن گیل کانگ درنقش کای دو-چی
- کیم جونگ مین درنقش بیو دیول-یی
  - جو جونگ اون درنقش جوانی دیول-یی
- کیم دا هیون درنقش چوی جا-چی 
  - یو ته وونگ درنقش جوانی جا-چی
- کانگ این هیونگ درنقش مون سو-وون 
  - جون ها یون درنقش جوانی سو-وون
- کیم ها کیون درنقش جانگ سون-مو
- کیم میونگ سو درنقش یانگ سونگ-یون
- هان جونگ سو درنقش دو گوم-پیو
- کیم سو هیون درنقش بانو جونگ، همسر چی-گیوم
- کیم بیونگ سه درنقش پادشاه سجو
- یو دونگ هیوک درنقش پادشاه یجونگ
- کیم جونگ گیول درنقش هان میونگ-هو
- کیم یانگ جون درنقش هونگ گوی-نام 
  - شین ته هون درنقش جوانی گوی-نام
- کانگ جه درنقش کیم جا-وون 
  - چوی سو هان درنقش جوانی جا-وون
- لی گان جو درنقش سونگ گی-نام 
  - ماونگ چانگ مین درنقش جوانی گی-نام
- لی سانگ وون درنقش شیم کی-سو
- پارک ها سان درنقش ملکه شین، همسر پادشاه یون‌سانگون
- کیم هیوک درنقش پارک دیوک-هو، اولین عشق سو-هوا
- جونگ یون چان درنقش یون کی-هیون، برادر بزرگتر سو-هوا 
  - هو هیو هون درنقش جوانی کی-هیون
- لی یونگ یون درنقش خدمتکار قصر
- کیم یونگ هیون درنقش اوم نه-کوان
- کیم بیونگ چون درنقش یانگ سونگ-یون
- پارک دونگ بین درنقش گو سونگ-گان
- چوی ها نا درنقش هونگ بی
- لی جی اوه درنقش ولیعهد یی بین-یی، پسر پادشاه یون‌سان و ملکه شین
- جون هیون آه درنقش بانوی دربار کام چول
- اوه سو مین درنقش جانگ نوک-سو، صیغه‌ی پادشاه یون‌سانگون
- نام هیون جو درنقش مادر هان-سو
- لی سی هو درنقش خواجه
- جونگ کی سونگ درنقش جو جو-بی
- سونگ یانگ گیو درنقش لی کی
- شین سو جونگ درنقش هو کونگ
- سول جی یون درنقش بانوی دربار کیم
- نو یونگ هاک درنقش شاهزاده بزرگ جین‌سونگ (پسر پادشاه سونگ‌جونگ و ملکه جونگ‌هیون، بعدها پادشاه چونگ‌جونگ)
- جون ته سو درنقش هان چی-گون
- پارک جی هون درنقش خواجه
- یونگ سو یانگ
- کانگ سو هان